# Martin Brodeur
Martin Brodeur (født 6. maj 1972 i Montreal, Quebec) er en canadisk tidligere ishockeymålmand, som spillede for New Jersey Devils i NHL. Han er søn af Denis Brodeur, der var ishockeymålmand i 1950'erne og som sin søn landsholdsspiller for Canada.
Martin Brodeur, som af mange eksperter anses for at være en af verdens bedste målmænd gennem tiderne, har tre gange ført sit hold New Jersey Devils til sejr i Stanley Cuppen (1995, 2000 og 2003).
I sæsonen 2006-07 slog Brodeur Bernie Parents NHL-rekord på 47 sejre i én sæson da han nåede i alt 48 sejre. Han er desuden rangeret som nr. 2 på listen over flest sejre i karrieren og som nr. 3 på listen over flest shutouts. Han er den målvogter, der har spillet klart flest kampe i NHL med 1266, mere end 200 flere end Roberto Luongo, der er nummer to på den liste.

## Landshold
I 1996 var Brodeur første gang med til et internationalt landsholdsstævne, da han deltog i VM i Wien, hvor Canada vandt sølv efter finalenederlag mod Tjekkiet. Han var backup på målmandsposten for Patrick Roy ved vinter-OL 1998, men kom ikke i kamp. Ved legene fire år senere i Salt Lake City vogtede han målet i fem af holdets kampe på vejen mod Canadas første OL-guld i fem årtier. I 2005 var han med til at vinde VM-sølv igen, nok engang efter finalenederlag til Tjekkiet.
Ved Vinter-OL 2006 stod han i fire kampe, da canadierne lidt skuffende tabte til Rusland i kvartfinalen og blev nummer syv. Ved vinter-OL 2010 var det Roberto Luongo, der vogtede målet i de fleste kampe, mens Brodeur blot fik to kampe i turneringen, hvor Canada igen vandt OL-guld.

## Trofæer og priser
- Stanley Cup 1995, 2000 og 2003
- Calder Memorial Trophy 1994
- Vezina Trophy 2003, 2004 og 2007
- William M. Jennings Trophy 1997, 1998, 2003 og 2004
- OL-guld 2002 og 2010
- World Cup-guld 2004